# Bernard Gilliot
Bernard baron Gilliot (Wilrijk, 10 januari 1955) is een Belgisch ingenieur en bestuurder.

## Levensloop
Hij studeerde in 1980 af als industrieel ingenieur elektrotechniek aan het ECAM te Brussel. Datzelfde jaar ging hij aan de slag bij Tractebel, alwaar hij opklom tot executive vice president. In 1993 behaalde hij een graduaat 'management' aan de UCL. In 2009 werd hij aangesteld als voorzitter van de bedrijfsfederatie Organisatie van Raadgevende Ingenieurs, Engineering- en Consultancybureaus (ORI). Daarnaast trad hij in 2015 toe tot de raad van de European Federation of Engineering Consultancy Associations (EFCA).
In maart 2017 volgde hij Michèle Sioen op als voorzitter van het Verbond van Belgische Ondernemingen (VBO). Vanuit deze hoedanigheid was hij tevens voorzitter van de Groep van Tien. Op 13 februari 2020 werd hij aan de top van het VBO opgevolgd door Bart De Smet.
Op 21 juli 2022 werd aan Gilliot de adellijke titel van baron toegekend.